# Buell S1 Lightning
Pour les articles homonymes, voir S1.
La Buell S1 Lightning est un roadster conçu par Erik Buell. La production débuta en 1996. En 1998, de nouveaux freins ont fait leur apparition: les Performance Machine de 340mm.